# Der Schwur des Peter Hergatz
Pour plus de détails, voir Fiche technique et Distribution.
Der Schwur des Peter Hergatz est un film allemand réalisé par Alfred Halm, sorti en 1921. La première a eu lieu à Leipzig le 2 juin 1921.

## Synopsis
Drame en cinq actes, où une jeune fille naïve, séduite par un homme égoïste, sauve une autre jeune fille victime du même séducteur d'un sort tragique.

## Fiche technique
- Titre : Der Schwur des Peter Hergatz
- Réalisation : Alfred Halm
- Scénario : Mila de la Chapelle
- Photographie : Karl Freund
- Pays d'origine : République de Weimar
- Format : Noir et blanc - 1,33:1 - Film muet
- Date de sortie : 1921

## Distribution
- Emil Jannings
- Stella Harf
- Ernst Stahl-Nachbaur
- Mila de la Chapelle